# Zale albovariegata
Zale albovariegata är en fjärilsart som beskrevs av Max Wilhelm Karl Draudt 1940. Zale albovariegata ingår i släktet Zale och familjen nattflyn. Inga underarter finns listade i Catalogue of Life.